# Niok l'éléphant
Pour plus de détails, voir Fiche technique et Distribution.
Niok l'éléphant est un film français réalisé par Edmond Séchan, sorti en 1957.
Edmond Séchan fut directeur photo pour Le Monde du silence, Crin-Blanc et Le Ballon rouge ; Niok est son premier film. Il raconte l'histoire d'un jeune éléphant nommé Niok qui vit au Cambodge. E. Séchan avait longtemps le sujet en tête, il est donc allé au Cambodge et a reconnu tout de suite le cadre idéal pour son Niok. Il voulait faire un film pour les enfants et raconter une histoire vraie.

## Fiche technique
- Titre original : Niok l'éléphant
- Réalisation et scénario : Edmond Séchan, assisté de Pierre Goupil
- Montage : Georges Alépée
- Musique : Claude Arrieu
- Production : Intermondia Films
- Type : Technicolor
- Lieu de tournage : Angkor Vat, Cambodge
- Pays :  France
- Genre : Court métrage - Aventure
- Durée : 29 minutes
- Date de sortie : 
  - USA : 28 août 1957

## Récompenses et distinctions
- Prix de la sélection française au Festival de Cannes en 1957.
- Ce film a reçu le prix Marie Lahy-Hollebecque du Cinéma pour la Jeunesse.